# أندرو كامبل (لاعب كرة قاعدة)
أندرو كامبل (بالإنجليزية: Andrew Campbell) هو لاعب كرة قاعدة أمريكي، (و. 1875  م).

## وصلات خارجية
- أندرو كامبل على موقع دوري كرة القاعدة الرئيسي (الإنجليزية)
- أندرو كامبل على موقعبيزبول رفرنس.كوم (الدوري الثانوي) (الإنجليزية)